# Pankracy
Pankracy – imię męskie pochodzenia greckiego. Oznacza „wszechmocny”, a powstało przez złożenie gr. παν (pan – „wszystko, wszech-”) i κρατος (kratos – „moc, siła”). W chrześcijaństwie prawosławnym imię to używane jest jako przydomek Chrystusa; posiada ono również swojego świętego patrona. Pankracy imieniny obchodzi 3 kwietnia i 12 maja.

## Osoby noszące imię Pankracy
- św. Pankracy – rzymski męczennik (†304),
- Pankracy Klemme – współpracownik Marcina Lutra,
- Pankraz Labenwolf – niemiecki ludwisarz.